# Luay Salah
Luay Salah Hassan (arabiska: لؤي صلاح حسن), född 7 februari 1982 i Bagdad i Irak, är en irakisk före detta fotbollsspelare. Han spelade bland annat för i Arbil FC i Irakiska Premier League. Han har även spelat för den persiska klubben Persepolis Teheran FC.